# Барчук Олексій Степанович
Олексій Степанович Барчук (14 вересня 1936, село Волковяни, тепер Холмський повіт, Люблінське воєводство, Польща — 9 жовтня 2019, місто Санкт-Петербург, Російська Федерація) — радянський і російський лікар-онколог, головний онколог міста Ленінграда (Санкт-Петербурга). Кандидат медичних наук (1967), доктор медичних наук (1985), професор (1993). Член ЦК КПРС у 1990—1991 роках.

## Життєпис
У 1960 році закінчив 1-й Ленінградський медичний інститут імені академіка Павлова.
У 1960—1961 роках — лікар-хірург районної лікарні Залізничного району Калінінградської області РРФСР.
З 1961 року — клінічний ординатор, аспірант, молодший науковий співробітник 2-го хірургічного відділення науково-дослідного інституту онкології імені професора Петрова в місті Ленінграді.
1967 року захистив кандидатську дисертацію на тему «Цитологічне дослідження вмісту плевральної порожнини під час операцій з приводу раку легені».
У 1967—1978 роках — старший науковий співробітник 2-го хірургічного відділення науково-дослідного інституту онкології імені професора Петрова.
Член КПРС з 1972 року.
З 1978 року — провідний науковий співробітник, з 1985 року — головний науковий співробітник Науково-дослідного інституту онкології імені професора Петрова.
1985 року захистив докторську дисертацію на здобуття наукового ступеня доктора медичних наук на тему «Шляхи покращення результатів лікування раку легені».
З 1989 по 2018 рік — керівник другого хірургічного відділення (відділення торакальної онкології та ендоскопічної хірургії) Науково-дослідного інституту онкології імені професора Петрова.
Одночасно в 1984—2013 роках — головний онколог міста Ленінграда (Санкт-Петербурга). З 2003 по 2014 роки — головний фахівець з онкології Північно-Західного федерального округу.
Основними напрямками наукової та клінічної діяльності Барчука були питання пов'язані з патогенезом, розробкою профілактичних методик та діагностики в різнобічному лікуванні таких захворювань як раку щитовидної залози, меланом шкіри та раку легенів. У 1968 році за його участі було розроблено та впроваджено в медичні організації Ленінграда методику з діагностики раку легені на первинній стадії, що підвищило результати лікування раку легені до шістдесяти відсотків. Для лікування хворих на онкологію Олексій Барчук розробив методика в якій використовувався фотохімічний та фотофізичний вплив на хворих, ця методика пізніше була впроваджена в практичну діяльність медичних організацій.
Олексій Барчук був членом правління Всеросійського товариства онкологів, Російської асоціації онкологів та був членом Санкт-Петербурзького наукового товариства онкологів. З 1985 року — член редколегії журналу «Питання онкології».
Помер 9 жовтня 2019 року в місті Санкт-Петербурзі.

## Нагороди і звання
- орден «За заслуги перед Вітчизною» ІІІ ст. (Російська Федерація) (22.05.2014)
- орден «За заслуги перед Вітчизною» IV ст. (Російська Федерація) (14.02.2007)
- медалі
- Премія імені Миколи Миколайовича Петрова Російської академії медичних наук (1999)
- Заслужений лікар Російської Федерації (2003)